# Alejandro Suárez Sánchez-Ocaña
Alejandro Suárez Sánchez-Ocaña  (Madrid, 1973) es un escritor, business angel y empresario español. En la actualidad CEO del grupo de comunicación Merca2, que engloba los medios Merca2, Moncloa.com, Motor16 y el diario Qué! y presidente de la Fundación Marqués de Oliva. Es miembro de Mensa España y de la OCSSJ y ha sido mentor de Wayra e inversor de la red Madri+d.

## Trayectoria profesional
Comenzó su carrera profesional como locutor de radio en la FM de Radio España, Radio Top 40 (97.2fm) con “El programa universitario de Alejandro Suárez” cuando tenía 19 años. A principios de los años 90 fundó las empresas de contenidos digitales Ocio Networks y Grupo Publispain.
En 2007 forma parte del equipo fundador de la plataforma de streaming Yes.fm, iniciativa que mereció el premio Ficod 2008 por parte del Ministerio de Industria, Turismo y Comercio. Finalmente, esta plataforma fue adquirida tres años después por el Grupo Prisa. Es cofundador de la AIEI (Asociación de Inversores y emprendedores de Internet), de la que sería vicepresidente desde 2009 a 2015.     
En 2010 adquiere a la Cadena Cope una participación en Gestiona Radio, desde la que posteriormente adquiere el Diario Qué!, y la revista Capital, fundando el Grupo Gestiona ese mismo año. Fue presidente de Capital hasta el año 2015, en el que abandonó la publicación.
En 2016 crea el diario económico Merca2 en alianza con Bloomberg para el territorio español.  Un año después crearía Moncloa.com, adquiriendo cabeceras como el Diario Qué! y la revista Motor16. Desde 2020 es además copropietario y presidente del canal de televisión “Negocios TV” dedicado a economía y geopolítica.

## Obra y divulgación
Alejandro Suárez ha realizado numerosas ponencias sobre emprendimiento y tecnología, participando en diversos medios de comunicación y formando parte del profesorado en cursos como el Iniciador Valladolid, organizado por la Universidad de Valladolid; siendo profesor durante el periodo 2011-2013 del MBE (Master in Business Entrepreneur) de la Universidad Autónoma de Madrid
Ha sido además colaborador en el ámbito de la tecnología y el emprendimiento en medios de comunicación como El Confidencial, El Mundo o La Linterna en la Cadena Cope   o el programa de televisión Cuarto Milenio.

### Obras
- Ha llegado la hora de montar tu empresa. (Deusto, 2011). Manual para emprendedores y guía para el desarrollo empresarial en España.[26][27][28]
- Desnudando a Google (Deusto, 2012).[29][30] Crítica al gigante de internet y alerta de problemas de privacidad, título que ha sido traducido a varios idiomas.[31][32][33][34]
- Sí, puedes. (Alienta, 2013). 50 píldoras estimulantes para mentes inquietas.
- El quinto elemento. (Deusto 2015) Espionaje, ciberguerra y terrorismo. Una amenaza real e inminente.[35][36][37]

## Premios
- Comendador de la Orden del Mérito Civil por su contribución a la Marca España[2][38]
- 100 líderes españoles del futuro menores de 42 años por el Instituto Choiseul - 2016[39]
- Los mejores de 2018: Medio revelación PR Noticias[40]